# 濱海索爾特本
濱海索爾特本是位於英格蘭北約克郡的一個城市，也是一個濱海度假地。據2001年英國人口普查，該市有人口5,912人。2011年增加到5,958人。